# Famille von Selchow

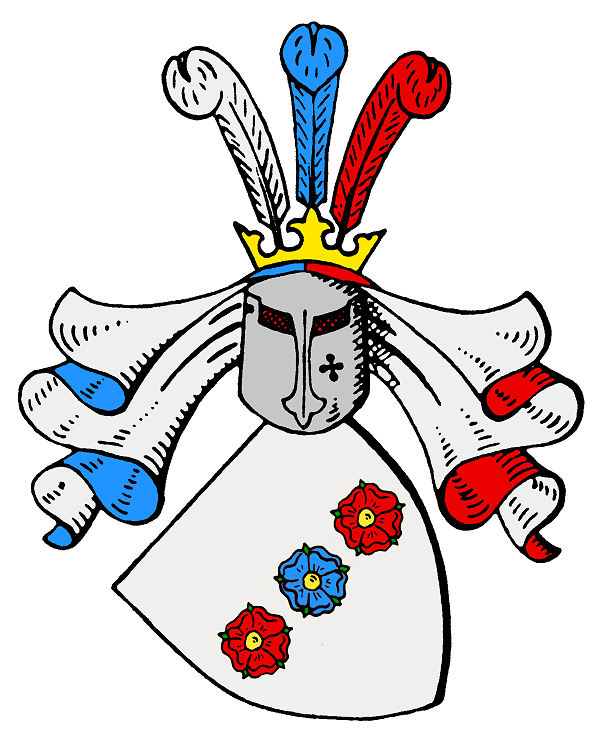
Armoiries de la famille von Selchow

La famille von Selchow est le nom d'une ancienne famille noble de Brandebourg. La famille, dont certaines branches existent encore aujourd'hui, appartient à la première noblesse de la Nouvelle-Marche. Plus tard, elle a gagné en propriété et en réputation en Thuringe, en Poméranie et en Silésie.

## Histoire

### Origine
La famille est mentionnée pour la première fois dans un document en 1242 avec Henricus de Selchow. Heinrich apparaît dans le document comme témoin des margraves de Brandebourg Jean et Othon, qui transférent de nombreux biens à l'abbaye de Lehnin. La lignée ininterrompue de la famille commence avec Kaspar von Serlchow à Lieben dans le pays de Sternberg, décédé en 1536.
Selchow, la maison ancestrale éponyme de la famille,, est située non loin de Francfort-sur-l'Oder et appartient à l'arrondissement de Sternberg dans la Nouvelle-Marche. La localité (pol. Żelichowo) est aujourd'hui un quartier de Krzyż Wielkopolski (anciennement Kreuz (Ostbahn)) dans la voïvodie de Grande-Pologne en Pologne.

### Expansion et personnalités
D'après Kneschke, Nicolas von Selchow appartient également à la famille. En 1338, avec d'autres nobles, il comparaît comme témoin dans une lettre de confirmation remise au magistrat de la ville de Cölln par l'électeur Louis de Brandebourg concernant la fondation d'un autel dans l' église Saint-Pierre. En 1528, Joachim von Selchow, chanoine de Stargard-en-Poméranie, lègue deux marks d'argent chacun à l'archidiacre et à son fonctionnaire. Hans Melchior von Selchow auf Lieben, Bieberteich et Beelitz, arrière-petit-fils de l'ancêtre Kaspar von Selchow, décède vers 1670 en tant que directeur électoral de Brandebourg du district de Sternberg. En 1645, il se marie avec Eva Katharina von Ilow (morte en 1661). Daniel Valentin et Valentin Heinrich, deux des fils du couple, sont les fondateurs des deux lignées de la famille.

#### 1re lignée
Daniel Valentin von Selchow, fondateur de la première ligne de Bieberteich, est mort en tant que seigneur de Bieberteich, Beelitz et Grabow. Son fils Wolf Asmus, issu de son deuxième mariage avec Anna Elisabeth von Lossow, a pu poursuivre la lignée. Wolf Asmus von Selchow auf Bieberteich et Beelitz (né en 1689) devient colonel royal prussien et commandant du régiment d'infanterie Glasenapp, adjudant général du roi et chanoine de Cammin
Son fils Friedrich Wilhelm von Selchow (né en 1722) seigneur de Bieberteich et Beelitz, et plus tard également de Vehra, Henschleben, Tunzenhausen et Branderode, meurt en 1789 en tant que major royal prussien et chevalier de l'ordre de Saint-Jean. Friedrich Wilhelm étudie le lycée de Joachimsthal et rejoint l'armée prussienne en 1736. Durant la guerre de Sept Ans, il est blessé 13 fois. En 1787, il devient administrateur du comté d'Hohenstein. Friedrich Wilhelm se marie deux fois, son premier mariage en 1750 avec Ernestine Friederike Meurer (1731-1757) et son deuxième mariage en 1759 avec Henriette Sophie Luise von Wurmb (de) (1733-1791). Après sa mort, sa seconde épouse Henriette Sophie Luise, née von Wurmb, demande une pension de veuve, mais celle-ci est rejetée. Son héritier est Friedrich Wilhelm, fils de son premier mariage avec Ernestine Friederike Meurer. Les domaines de Vehra, Henschleben et Tunzenhausen proviennent également d'elle.
Friedrich Wilhelm von Selchow (1754–1819) à Vehra et Henschleben est chambellan au service royal de Schwarzbourg-Sondershausen. Il a douze enfants issus de deux mariages, sept fils et cinq filles. Le fils aîné Karl Ludwig von Selchow (né en 1777) meurt en 1846 en tant que lieutenant prussien. Il laisse derrière lui quatre filles, dont Emilie von Selchow (1806-1881) épouse le chambellan royal de Schwarzbourg-Sondershausen, le conseiller et capitaine du château August Eduard von Wurmb (mort en 1885) et Auguste Friederike Wilhelmine von Selchow (1815-1875) épouse du général prussien d'infanterie Hermann von Holleben (de) (1804-1878), directeur la compagnie d'assurance-vie de l'armée et de la marine (de) et député de la Chambre des seigneurs de Prusse
Eduard Friedrich Wilhelm von Selchow (né en 1791) auf Schonwitz, le plus jeune fils de Friedrich Wilhelm et demi-frère de Karl Ludwig, mourut en 1868 en tant que chambellan royal prussien et chevalier honoraire de l'Ordre de Saint-Jean. En 1818, il épouse Josepha Friederike von der Marwitz (de) (1802-1869). Le mariage donne naissance à dix enfants, dont Friedrich Wilhelm Eugen von Selchow (de) (1828-1897), conseiller du gouvernement royal prussien et chevalier honoraire de l'Ordre de Saint-Jean, ainsi que Friedrich Wilhelm Eduard (1830-1880), premier lieutenant prussien, a pu continuer la lignée avec des fils et des filles.

#### 2e lignée
Daniel Heinrich von Selchow, frère de Daniel Valentin et fondateur de la deuxième lignée à Klauswalde, meurt seigneur à Klauswalde près de Beelitz. Il épouse Eva Sophie von Ilow de la branche de Kirschbaum. Son petit-fils Heinrich Gottlob von Selchow (né en 1704) devient colonel royal prussien à Klauswalde. Johann Heinrich Christian von Selchow (de) (1732-1795) est issu de son mariage avec Sophie Marianne Freiin von Rimbach en 1731. Il étudie le droit à l' université Georges-Auguste de Göttingen, où il obtient son doctorat en 1755 et une chaire agrégée en droit. En 1782, il devient conseiller privé du landgrave de Hesse-Cassel et en 1783 chancelier de l'université de Marbourg. Johann Heinrich Christian se marie deux fois, son premier mariage depuis 1758 avec Elenore Rosine von Weise, le mariage est divorcé en 1762 et son deuxième mariage avec Johanna Dorothea von Hanstein (1747-1827). Il décède le 21 avril 1895 à Marbourg.
Friedrich Wilhelm von Selchow (né en 1769) à Rettkewitz en Poméranie, fils de Johann Heinrich Christian issu de son deuxième mariage, meurt en 1845 en tant que capitaine prussien et administrateur de l'arrondissement de Lauenbourg-Bütow à Dantzig. Friedrich Wilhelm est marié à Friederike Ludowika Amalie Kummer (1783-1864) depuis 1800. Le mariage donne naissance à douze enfants, deux fils et dix filles, dont trois sont décédés avant leurs parents
Adelheide Emma Erdmuthe von Selchow (1802-1883), la fille aînée, épouse Wilhelm Kasimir Ludwig Boguslaw comte von Schwerin-Schwerinsburg (de) (mort en 1874) en 1823. Parmi ses frères, il y a Leonhard Rudolph Mordian (de) (1809-1893), lieutenant général prussien et finalement commandant de Cassel, et Adolf Albrecht Hugo von Selchow (1810-1878), conseiller du gouvernement royal prussien à Francfort-sur-l'Oder et chevalier légal de l'Ordre de Saint-Jean. Le frère aîné Werner Ludolph Erdmann von Selchow (1806-1884) à Rettkewitz avec Karolinenthal devient ministre royal de l'Agriculture de Prusse. Il étudie le droit et est d'abord administrateur de l'arrondissement de Lauenbourg-Bütow de 1843 à 1845. De 1848 à 1849, il est député du Parlement de Francfort et à partir de 1851, député de la Chambre des représentants de Prusse. De 1856 à 1862, Werner Ludolph Erdmann est président du district de Francfort et, en 1862, il devient haut président de la province de Brandebourg et membre du Conseil d'État prussien. Otto von Bismarck le nomme dans son cabinet comme ministre de l'Agriculture en 1862. Un poste qu'il occupe jusqu'à sa retraite en 1873. Il est également doyen du monastère de la cathédrale de Brandebourg, chevalier légal de l'ordre de Saint-Jean et major royal de Prusse. Werner Ludolph Erdmann épouse Karoline Louise von Hanstein (1813-1882) en 1835 et laisse derrière lui deux fils et neuf filles.
La fille aînée Gertrud Juliane Pauline von Selchow (née en 1836) épouse en 1854 le conseiller du gouvernement royal prussien Albert Heinrich Rudolf Sack et ses sœurs cadettes Hedwig Johanna Karoline (née en 1843) épouse en 1863 Heinrich Paul von Geißler, lieutenant général prussien, et Hildegard Anette Bertha (née en 1845) épouse en 1867 avec Hermann von Lettow-Vorbeck (mort en 1913), général d'infanterie prussien. Thusnelda Wilhelmine Emilie von Selchow (née en 1839) épouse en 1859 le conseiller du gouvernement royal prussien Franz Friedrich Erdmann von Gottberg (mort en 1869). Ils sont les parents de Klementine Elsbeth Anna von Gottberg (de) (1885-1958), farouche opposante au national-socialisme et seule femme membre du Conseil provincial de la Fraternité de Brandebourg de l'Église confessante. Martha Marie Klementine von Selchow (née en 1842), une autre sœur, devient dame d'honneur de la princesse Alexandrine de Prusse, plus tard épouse du duc Guillaume de Mecklembourg-Schwerin
Les deux fils de Werner Ludolph Erdmann et Karoline Louise, Friedrich Wilhelm Otto et Hans Heinrich Christian, sont au service militaire prussien. Friedrich Wilhelm Otto von Selchow (1851-1914) à Karolinenthal sert récemment comme premier lieutenant dans le 5e régiment de hussards (de). Son mariage avec Hedwig Johanna Wilhelmine Kratz (née en 1851) en 1875 lui donne quatre enfants. Le fils unique, Werner Heinrich Bogislaw von Selchow (de) (1877-1943), devient officier de marine, écrivain et chef du corps franc. Il est un national-socialiste déclaré, mais n'est pas membre du NSDAP . Werner Heinrich Bogislaw décède le 6 février 1943 à Berlin. Hans Heinrich Christian von Selchow (né en 1855), son oncle et frère de Friedrich Wilhelm Otto, est un capitaine prussien et commandant de compagnie au 96e régiment d'infanterie. En 1885, il épouse Angela Friederike Juliane, comtesse von Hopffgarten (née en 1855). Le couple a six enfants, cinq fils et une fille.

### Possessions
Selon Ledebur, la famille dans le Brandebourg possède des biens à Lindow en 1417, à Kirschbaum en 1451, à Lieben en 1537, à Beelitz dans la Nouvelle-Marche et Bieberteich en 1614, à Schermeisel près de Zielenzig en 1630, à Radach près de Drossen en 1674, à Malkendorf et Pinnow près de Sternberg en 1688, et en 1709 Clauswalde près de Sieversdorf, 1711 à Görbitsch, 1742 à Gandern près de Sternberg, 1748 à Trebus près de Lebus, 1767 à Reichenwalde près de Ziebingen ainsi qu'en 1773 à Grabow et Grundel et 1779 à Kuhdamm près de Soldin.
En Poméranie en 1803 Rettkewitz près de Neuendorf dans l'ancien arrondissement de Lauenbourg-Bütow, en Silésie en 1836 Nippern près de Nimkau dans l'arrondissement de Neumarkt et Rudnick dans l'arrondissement de Ratibor (de) et en Thuringe en 1774 Branderode dans l'arrondissement de Nordhausen, 1776 Vehra et 1777 Henschleben dans l'arrondissement de Weißensee (de) appartiennent ou appartiennent en partie à la famille von Selchow
Au XIXe siècle, les membres de la famille sont propriétaires au royaume de Prusse à Rettkewitz (1857), dans l'arrondissement de Lauenbourg-en-Poméranie. L'administrateur royal prussien de l'arrondissement de Ratibor, Friedrich Wilhelm Eugen von Selchow, possède Ponientzütz dans l'arrondissement de Ratibor et le chambellan royal prussien Friedrich Eduard von Selchow est seigneur de Pommerswitz et Altwiendorf près de Leobschütz dans l'arrondissement de Leobschütz (de) et de Schonowitz dans l'arrondissement de Ratibor. Wilhelmine von der Marwitz (de), épouse du chambellan von Selchow, possède également Rudnick dans l'arrondissement de Ratibor.

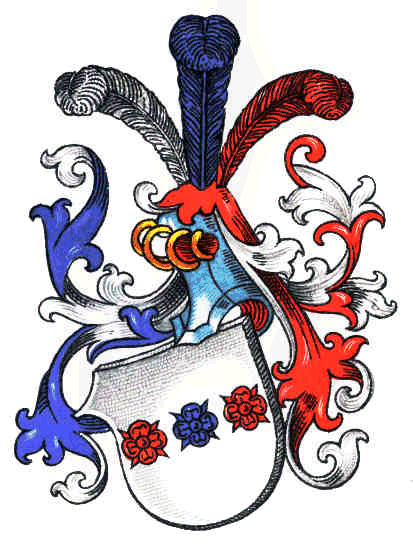
Armoiries dans le livre des armoiries de Silésie

Les armoiries montrent trois roses (rouge, bleue, rouge) dans des barres d'argent. Sur le casque avec couvre-casque bleu-argent à droite et rouge-argent à gauche, trois plumes d'autruche (argent, bleu, rouge)

## Personnalités
- Adolf von Selchow (de) (1810-1878), administrateur prussien de l'arrondissement de Glogau (1849-1868)
- Alexander Ludwig von Selchow (1714-1756), administrateur prussien de l'arrondissement de Sternberg-en-Nouvelle-Marche[7]
- Anni von Gottberg (de), née von Selchow, (1885-1958), membre du Conseil provincial de la Fraternité de Brandebourg de l'Église confessante
- Bogislav von Selchow (de) (1877-1943), écrivain allemand et chef de corps franc
- Eduard von Selchow (de) (1791-1868), chambellan prussien et propriétaire de manoir
- Eugen von Selchow (de) (1828-1897), administrateur prussien de l'arrondissement de Ratibor (de) (1852-1869)
- Friedrich von Selchow (1769-1845), administrateur prussien de l'arrondissement de Lauenbourg-Bütow
- Friedrich Wilhelm von Selchow (1722-1789), administrateur prussien du comté d'Hohnstein[7]
- Johann Heinrich Christian von Selchow (de) (1732-1795), avocat
- Leonhard von Selchow (de) (1809-1893), lieutenant général prussien
- Werner von Selchow (1806-1884), homme politique prussien et administrateur de l'arrondissement de Lauenbourg-en-Poméranie ainsi que ministre de l'Agriculture (1862-1872)
- Wolf Balthasar von Selchow (de) (1684-1744), lieutenant général prussien